# Mont Ōdaigahara
Le mont Ōdaigahara (大台ヶ原山, Ōdaigahara-san ou Ōdaigahara-yama), ou encore Hinode-ga-take ou Hide-ga-take (日出ヶ岳) est une montagne de la chaîne Daikō située à la limite des préfectures de Mie et Nara au Japon. La montagne est la plus haute de la préfecture de Mie. En 1980, une zone de 36 000 ha dans la région du mont Ōdaigahara et du mont Ōmine a été désignée réserve de la biosphère par l'UNESCO.

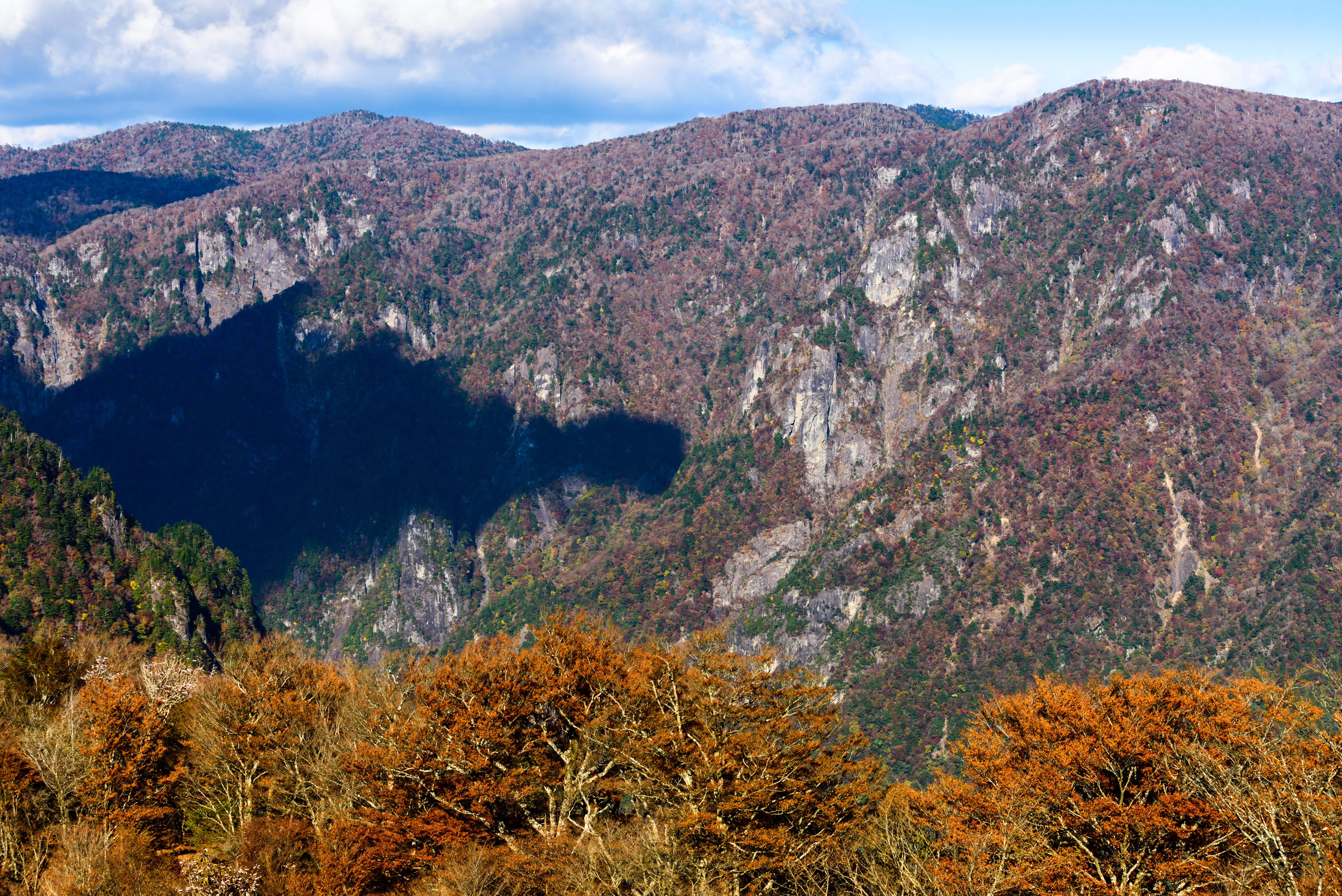
Daijagura.
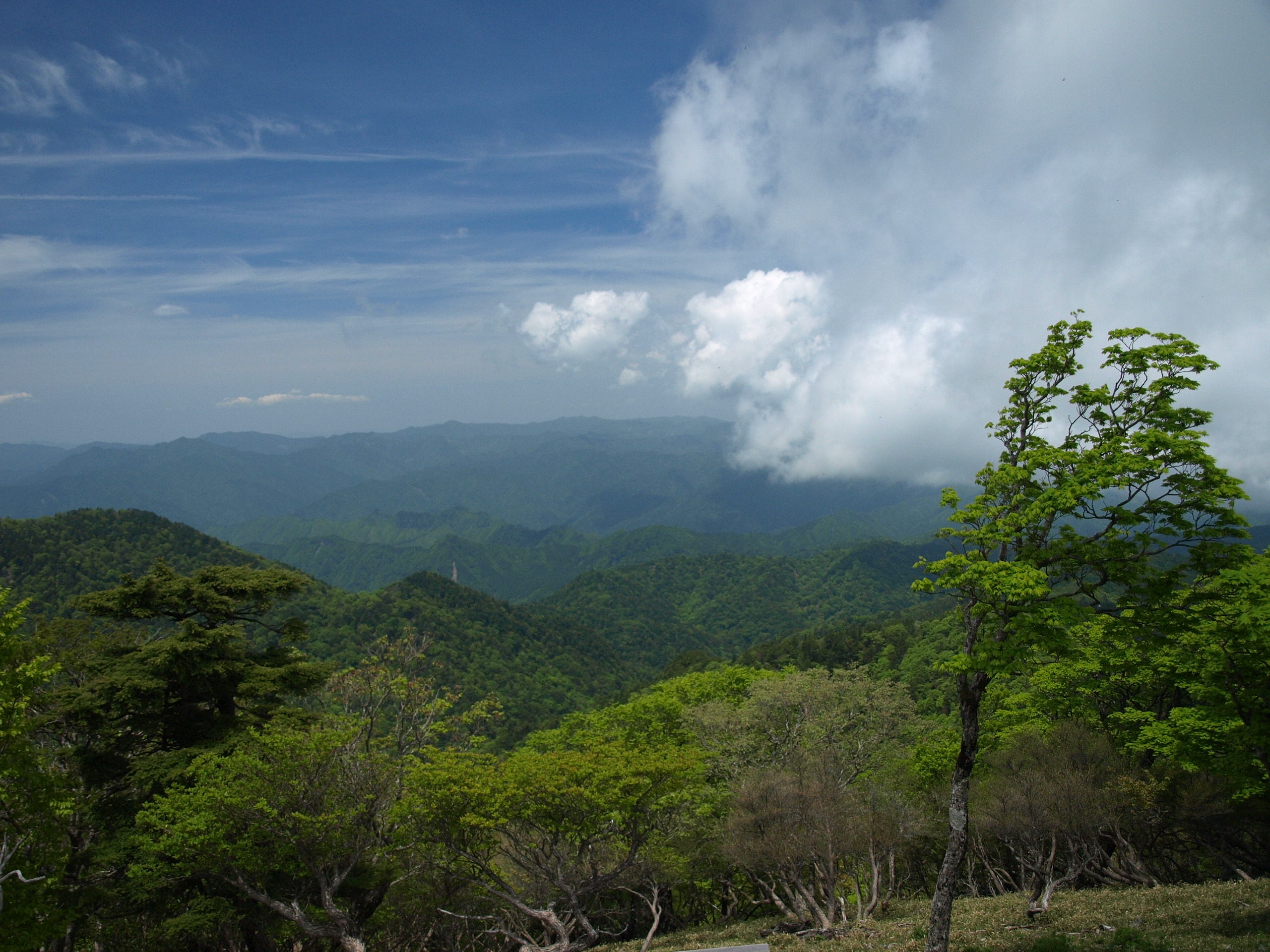
Paysage visible depuis le sommet.
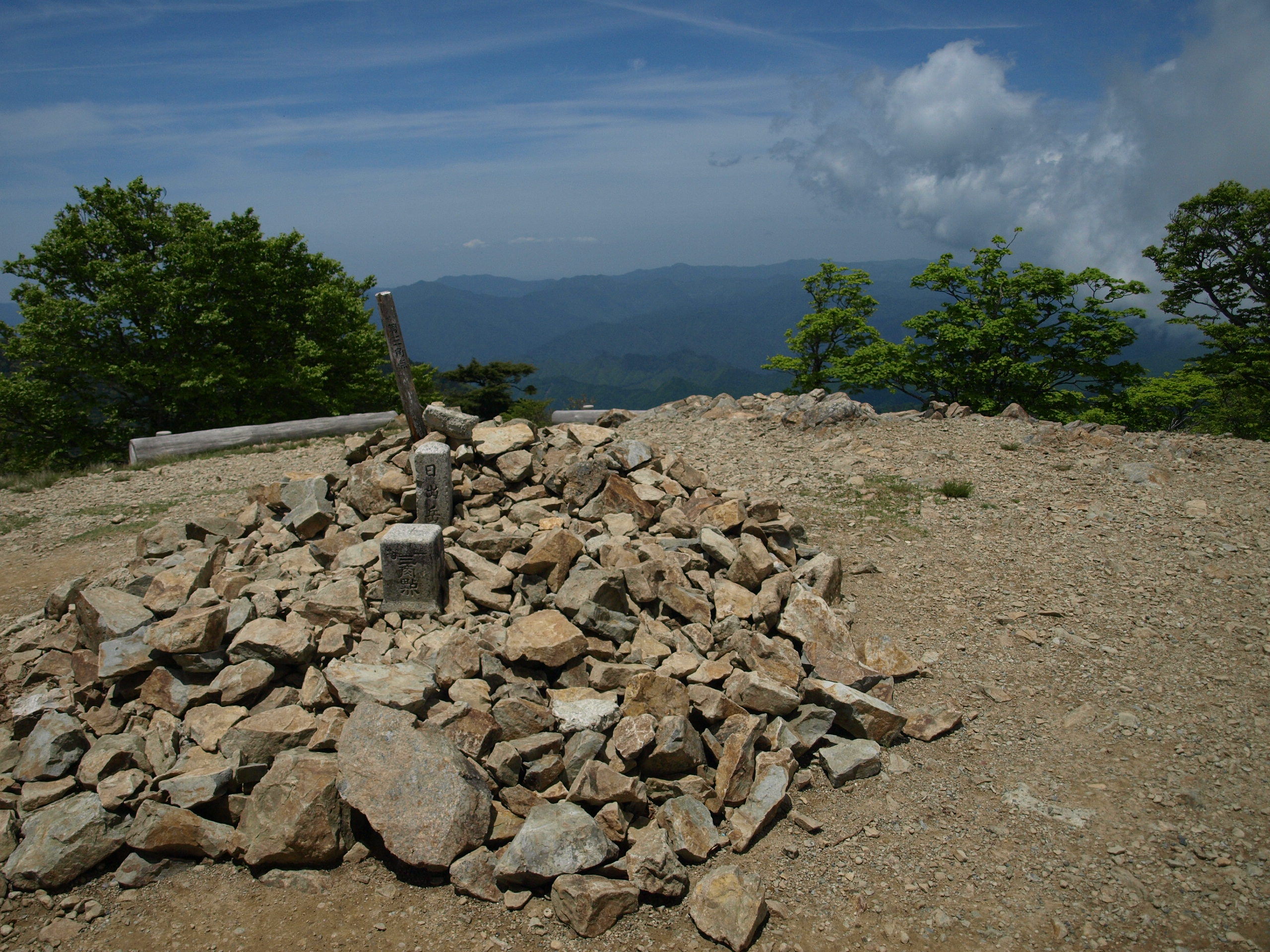
Point de triangulation Hinodegatake.
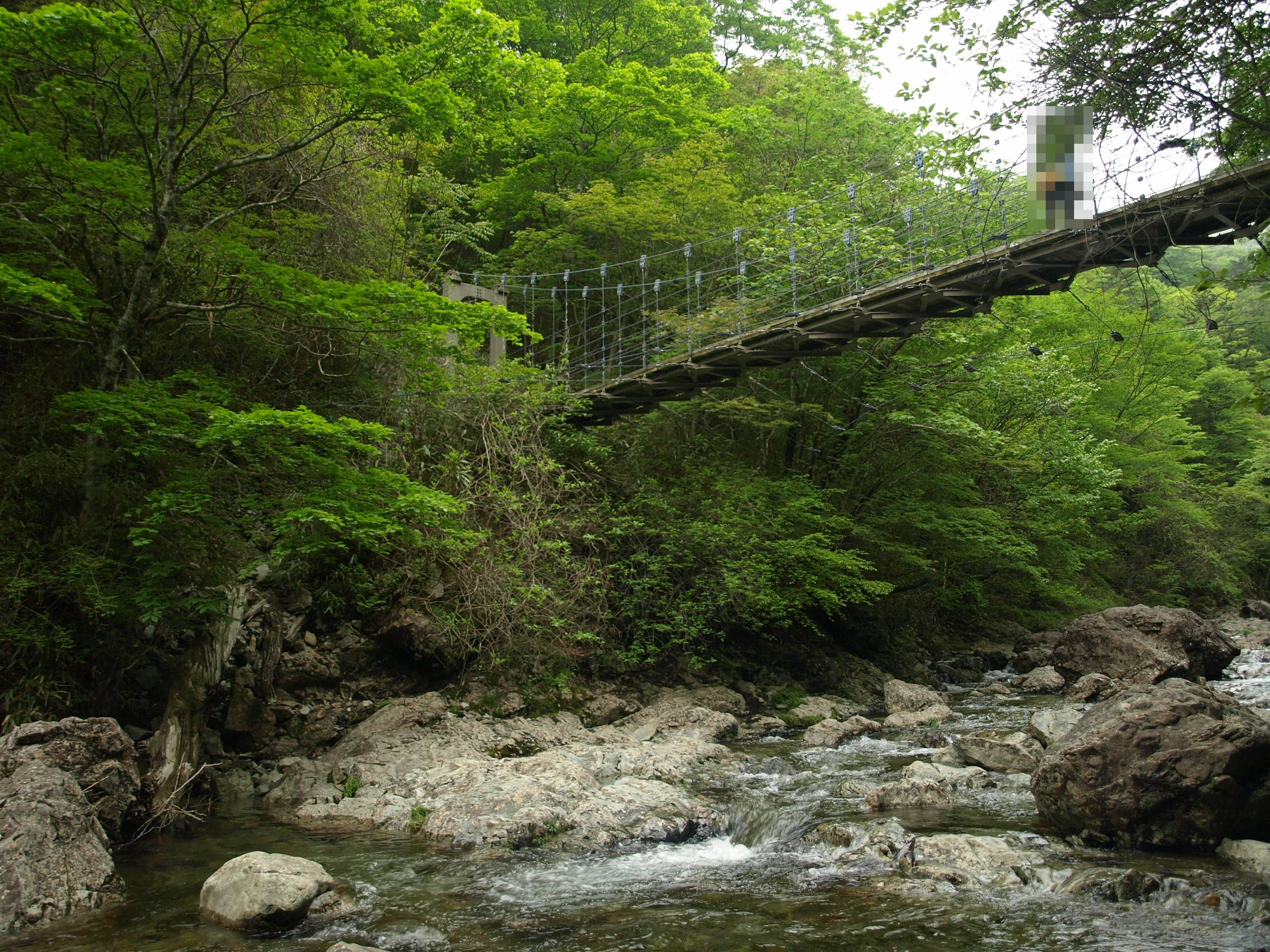
Pont suspendu.